# Hôpital d'instruction des armées du Val-de-Grâce
L'hôpital porte le même nom que l'ancienne abbaye du Val-de-Grâce, souvent appelée « le Val-de-Grâce », et l'église du même nom.
Le Val-de-Grâce (Hôpital d'instruction des armées du Val-de-Grâce, ou HIA Val-de-Grâce) est un ancien hôpital d'instruction des armées français situé dans le 5e arrondissement de Paris.
L’hôpital d’instruction des armées (HIA) du Val-de-Grâce était ouvert jusqu'en juin 2016 à l’ensemble des assurés sociaux, même sans lien avec le ministère de la Défense, adressés par leur médecin traitant dans le cadre du parcours de soins coordonnés. Il participait à la mission de service public hospitalier avec l'AP-HP de Paris.
L'établissement accueillait aussi, régulièrement, des personnalités ayant besoin d'une aide médicale, par exemple, au cours de leur mandat, les présidents français Jacques Chirac et Nicolas Sarkozy ainsi que les présidents algériens Chadli Bendjedid et Abdelaziz Bouteflika,.

## Histoire
C'est avec la Révolution que l'ancienne abbaye du Val-de-Grâce devient un hôpital militaire : le règlement du 30 floréal an IV (19 mai 1796) la transforme en hôpital d'instruction ; c'est la naissance de l’École du Val-de-Grâce.
Ce n'est que le 9 août 1850 qu'est créée l’École d'application de médecine militaire et porte le nom, sous le Second Empire d'« École impériale d'application de médecine et de pharmacie militaires ».
En 1979, l’hôpital libère l'abbaye pour s'installer dans un nouveau bâtiment imaginé par l'architecte André Chatelin,. Depuis cette date, l'école occupe la totalité de l’ensemble conventuel.
En 1993, elle devient « École d'application du Service de santé des armées » et constitue le premier « centre hospitalier universitaire » militaire français.
Dans le cadre de la réduction du budget du ministère de la Défense, une réflexion est menée, en 2014, par le ministre de la Défense Jean-Yves Le Drian, quant à l'avenir de l'hôpital. Trois pistes sont évoquées par le journal Le Monde. La première consiste à fermer et réaffecter les bâtiments de l'hôpital militaire ; elle est présentée comme la plus probable. La deuxième hypothèse est celle d'une fermeture partielle. La dernière option est une cession du Val-de-Grâce à l'AP-HP. Le 15 octobre 2014, dans le cadre d'un plan d'économie du ministère pour 2015, le transfert des activités médicales vers les hôpitaux militaires Percy (à Clamart) et Bégin (à Saint-Mandé) est annoncé, les activités de recherche, de formation et le musée restant sur place,. L'hôpital ferme effectivement en 2016.
En 2020, le site est toujours à l'abandon, et n’abrite plus qu’un détachement de militaires affecté à l’opération « Sentinelle », logés là faute de mieux.
Plusieurs projets de reconversion sont alors évoqués : le ministère de l'Intérieur propose un temps d'y créer une « cité du renseignement », le professeur José-Alain Sahel souhaite y installer un hôpital privé traitant du handicap, tandis qu'un autre projet porte l'ambition d'y créer un « hôtel d'entreprises consacré à l'innovation dans le domaine de la santé ».
Le 4 décembre 2020, le président de la République, Emmanuel Macron, le ministre des Solidarités et de la Santé, Olivier Véran, et la ministre de l'Enseignement supérieur, de la Recherche et de l'Innovation, Frédérique Vidal, annoncent le lancement de PariSanté Campus, qui s'installera sur le site de l'ancien hôpital réhabilité. Ce campus est porté par cinq institutions publiques, l’Institut national de la santé et de la recherche médicale, l’université Paris sciences et lettres et l’Institut national de recherche en informatique et en automatique, le Health Data Hub, et l'agence du numérique en Santé, et accueillera trois instituts de recherche, PRAIRIE, Q Bio, et l'Institut Physics for Medicine, ainsi qu'une structure dédiée à l'entrepreneuriat (incubateur, pépinière et hôtel d'entreprises). PariSanté Campus démarrera ses activités à la rentrée 2021 sur un site dans le 15e arrondissement de Paris, pendant que sera programmée la réhabilitation de l'ancien hôpital d'instruction des armées. La fin de ce chantier est envisagée en 2029. Une partie du jardin de l'ancien hôpital sera ouverte au public.

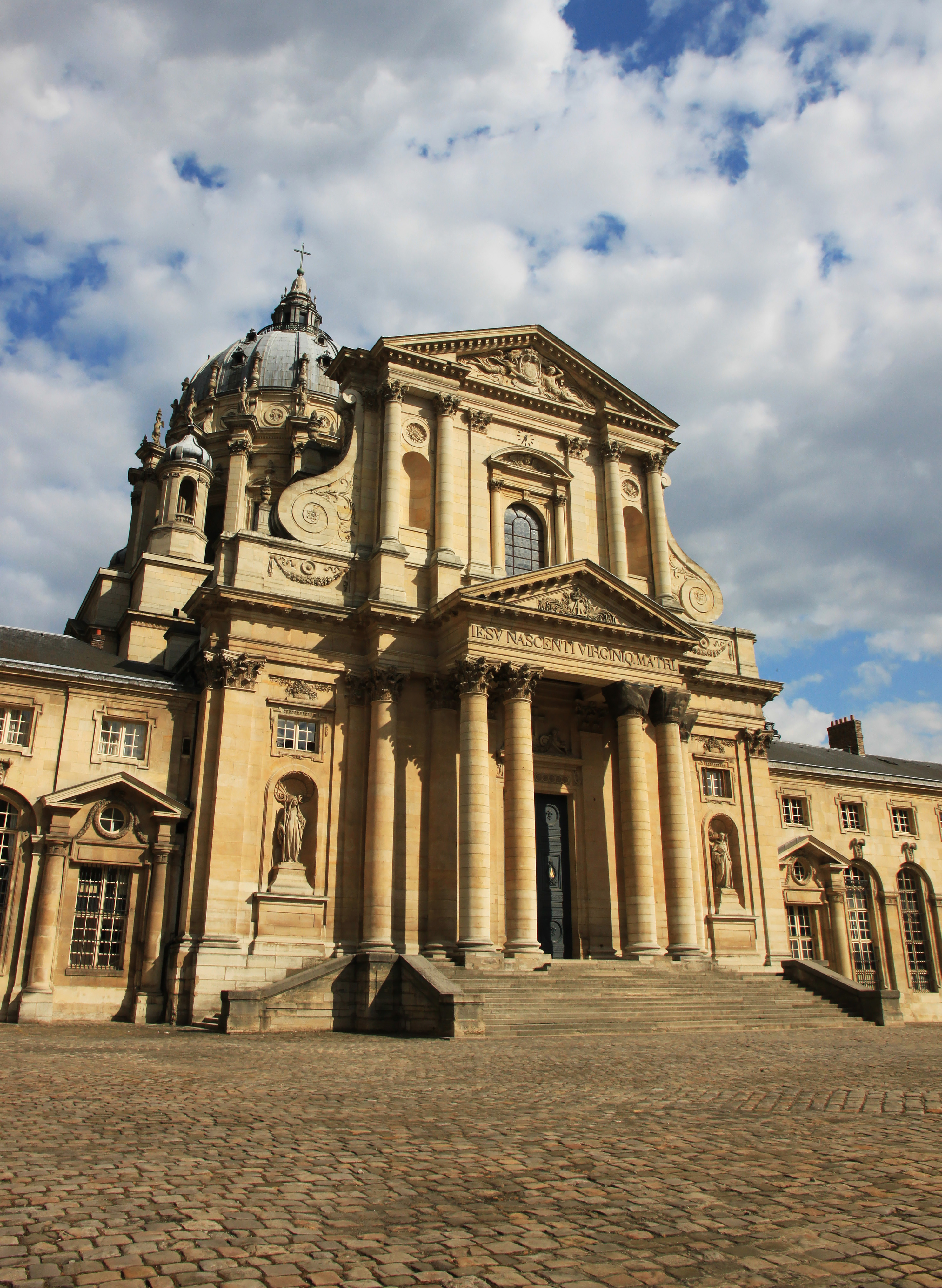
Église du Val-de-Grâce.

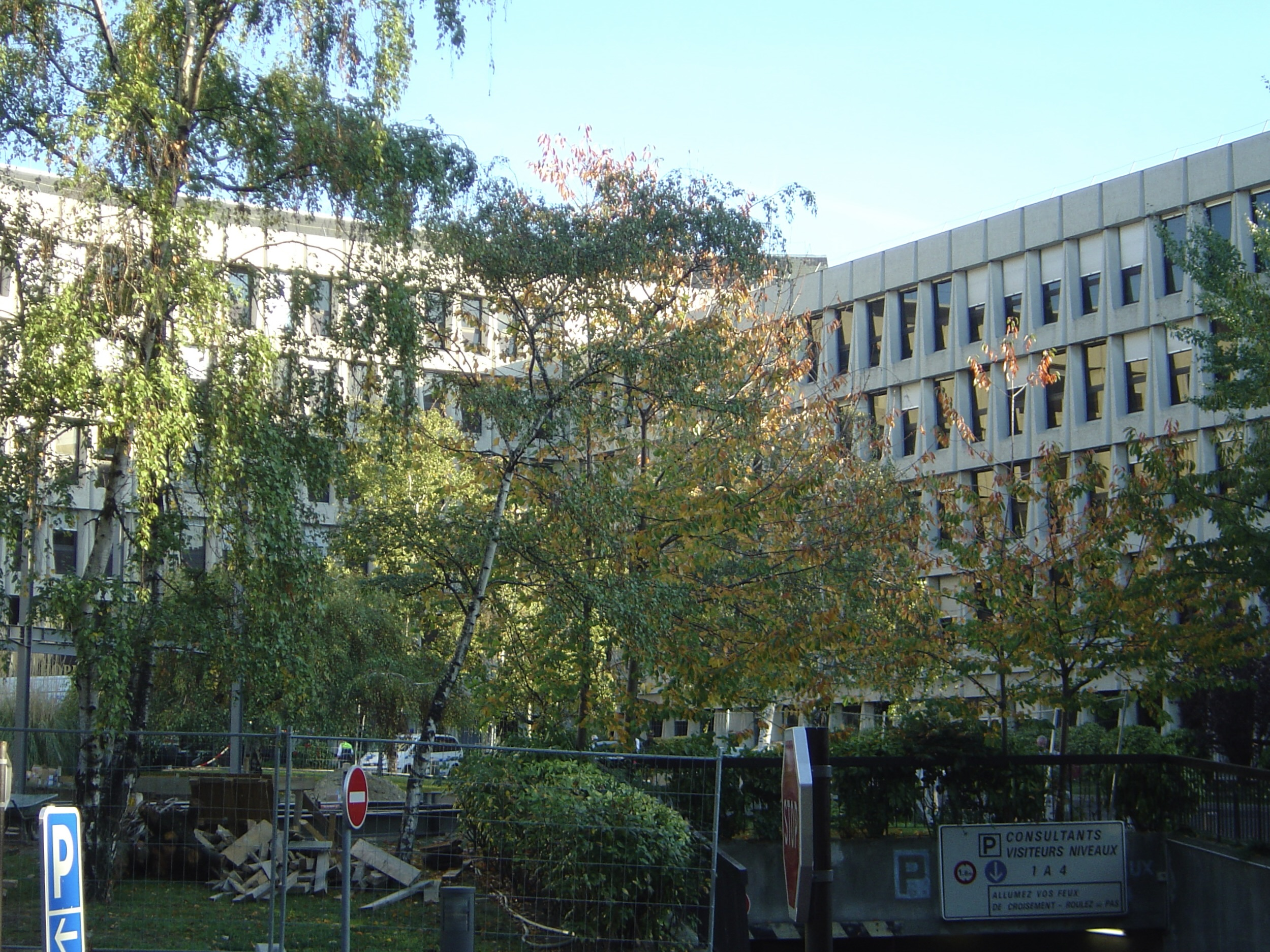
Hôpital moderne.

## Site
L'hôpital est construit sur l'ancien potager de l'abbaye du même nom, laquelle comprend aujourd'hui l'église Notre-Dame du Val-de-Grâce (conçue par François Mansart et réalisée par Jacques Lemercier), le musée du service de santé des armées, la bibliothèque centrale du service de santé des armées, et l'école du Val-de-Grâce, anciennement « école d'application du service de santé des armées ».
Le bâtiment de l'hôpital, de 45 000 m2, est situé au cœur d'un parc de 2,7 ha.

## Organisation

### Hôpital
L'hôpital d'instruction des armées (HIA) du Val-de-Grâce était un des trois établissements constituant, avec l'HIA Percy de Clamart et l'HIA Bégin de Saint-Mandé, l'ensemble hospitalier militaire parisien (EHMP). En 2015, il était doté de 350 lits et organisé de la manière suivante :
- cinq services médicaux (cardiologie — dont une USIC —, médecine interne et gastro-entérologie, néphrologie, neurologie, ophtalmologie et oncologie) ;
- cinq services rattachés à la chirurgie (anesthésie-réanimation, chirurgie viscérale et vasculaire, neurochirurgie et ORL, chirurgie cervico-faciale et urologie) ;
- un service d'onco-radiothérapie ;
- un service de psychiatrie ;
- un service d'hôpital de jour ;
- un service de chirurgie ambulatoire ;
- des services techniques communs (radiologie, médecine nucléaire, biochimie, toxicologie…) et un caisson hyperbare servant notamment pour les intoxications au monoxyde de carbone.
- un service de réanimation polyvalente et un service médical d'accueil des urgences.

Les services cliniques pouvaient accueillir des internes, des assistants en formation et des étudiants hospitaliers, en conformité avec les recommandations universitaires.

### École
L'école fédère l’ensemble de l’enseignement et de la formation des différents personnels du Service de santé des armées. Elle s’appuie sur l’École de santé (ESA), l'École du personnel paramédical des armées (EPPA), sur l’Institut de recherche biomédicale des armées (IRBA) et les Hôpitaux d'instruction des armées (HIA). Elle assure aussi bien la formation initiale que la formation continue des cadres d’active et de réserve, officiers ou cadres militaires infirmiers techniciens des hôpitaux des armées.
L’école du Val-de-Grâce, pour mener à bien ses missions, comprend plusieurs bureaux et départements :
- département de la formation initiale spécialisée,
- département du développement professionnel continu,
- département de la préparation milieux et opérationnelle,
- département de la formation supérieure des paramédicaux,
- bureau de la formation sportive et militaire,
- bureau des internes et des assistants[16].

Le directeur de l'école est nommé par décret.

### Documentaire
- Caroline Fontaine et Nicolas Glimois, Le Val-de-Grâce, l'hôpital de la République, diffusé le 14 septembre 2015 sur France 3, 52 minutes.